# Kapucínské kláštery v Paříži

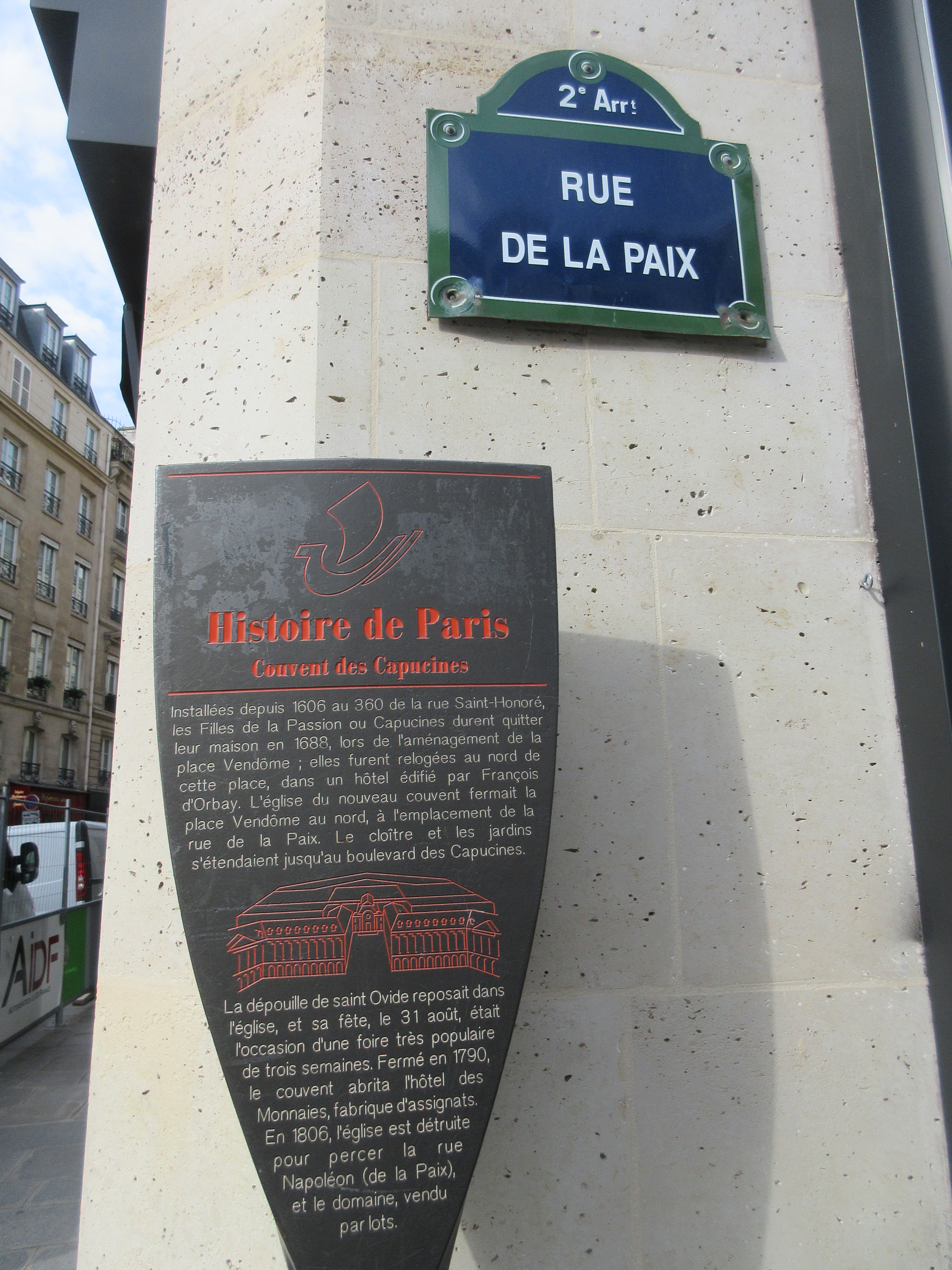
Kapucínský klášter v Paříži v ulici Rue de la Paix.

Kapucínské kláštery v Paříži byly konventy řádu kapucínů, kterých bylo v Paříži od 16. do 18. století několik.

## Počátky
Kardinál Karel Lotrinský-Guise (1524-1574) pozval po svém návratu z Tridentského koncilu v roce 1563 čtyři mnichy kapucínského řádu na panství zámku Meudon. Po jeho smrti se kapucíni vrátili zpět do Itálie.
V témže roce 1574 zřídil františkán Pierre Deschamps s povolením francouzského krále Karla IX. a papeže Řehoře XIII. malý klášter v Picpus. O něco později vyslal do kláštera z Benátek řádový generál 12 mnichů a dva laické bratry. Kateřina Medicejská, matka Karla IX., usadila skupinu mnichů v ulici Rue Saint-Honoré.

## Kapucínský klášter v Rue Saint-Honoré
V červenci 1576 udělil král Jindřich III. kapucínům v ulici Rue Saint-Honoré zvláštní ochranu. Klášter se rozkládal v prostoru dnešních domů č. 351 až 369 a 100 až 120. V letech 1603-1610 byl vybudován nový klášterní kostel i nové budovy. V roce 1722 k nim přibyla velká obytná budova. V roce 1731 byla na ulici Rue Saint-Honoré vybudována nová zeď s portálem a roku 1735 získal kostel nový chór.
Konvent byl během Velké francouzské revoluce uzavřen a od roku 1790 využíván jako kanceláře Národního shromáždění a jako Národní archiv. V roce 1804 byly budovy zbořeny a na jejich místě vznikly ulice Rue de Castiglione, Rue de Rivoli a Rue du Mont-Thabor.
V klášterním kostel byly pochováni:
- Henri de Joyeuse (1563-1608) maršál Francie a vojevůdce v Hugenotských válkách
- François-Joseph Le Clerc du Tremblay (1577-1638), tzv. šedá eminence kardinála Richeleua
- Bernard de la Tour, zpovědník Ludvíka XIII.
- Karel František I. Montmorency-Luxembourg († 1726)
- Petr Jindřich Montmorency-Luxembourg († 1700)

## Kapucínský klášter na předměstí Faubourg Saint-Jacques
Tento klášter na předměstí obývali novicové pařížské kapucínské provincie a stál na náměstí Place des Capucins. Založil ho François Godefroy de la Tour, když kapucínům v závěti z roku 1613 odkázal svůj dům na předměstí Faubourg Saint-Jacques (dnes 14. obvod). Stodola tohoto domu sloužila jako kaple, až kardinál Pierre de Gondi (1533-1616) vyčlenil prostředky na vybudování kostela a rozšíření kláštera. Konvent byl zrušen v roce 1783 a mniši přesídlili do ulice Rue Neuve-Sainte-Croix. Budovy byly v roce 1784 předány nemocnici pro léčení pohlavních chorob.

## Kapucínský klášter ve čtvrti Marais
Kapucínský klášter v ulici Rue du Perche ve čtvrti Marais založil v roce 1623 Athanase Molé. V 18. století byl vybudován nový klášterní kostel. Za Velké francouzské revoluce byl klášter zrušen a budovy a pozemky rozprodány. Kostel od roku 1802 sloužil opět bohoslužbám jako Saint-François-dAssise při farnosti Saint-Merri.

## Klášter kapucínek
Královna Luisa Lotrinská, manželka Jindřicha III. určila ve své závěti v roce 1601, aby bylo z její pozůstalosti vyplaceno 60 000 liber na založení kláštera kapucínek v Bourges. Klášter však nebyl založen v Bourges, ale v Paříži. Základní kámen nového konventu byl položen 29. června 1604 a stavba byla dokončena v roce 1606.
V roce 1686 nařídil král Ludvík XIV. stržení klášterních budov, aby mohlo vzniknout náměstí Place Louis le Grand. Řeholnicím postavil nový klášter na severní straně nově vzniklého náměstí. V roce 1756 byla provedena další novostavba včetně nového kostela.
Také tento klášter byl zrušen v roce 1790. V budovách se následně tiskly asignáty. Zahrady byly přeměněny na veřejný park, ve kterém se usídlila divadla. Budovy kláštera byly strženy v roce 1806 kvůli výstavbě nových ulic, např. Rue de la Paix. Klášter se dochoval v názvech ulic Rue des Capucines a především Boulevard des Capucines.
V klášterním kostele byli pohřbeni:
- Luisa Lotrinská (1553-1601), francouzská královna
- François Michel Le Tellier de Louvois (1641-1691) ministr války za Ludvíka XIV.
- Madame de Pompadour a její dcera
- Karel III. Blanchefort, vévoda de Créquy (1623-1687), generál a diplomat